# Grand Prix Formule 1 van China 2018
De Grand Prix Formule 1 van China 2018 werd gehouden op 15 april op het Shanghai International Circuit. Het was de derde race van het seizoen 2018.

## Vrije trainingen

### Uitslagen
- Er wordt enkel de top-5 weergegeven.

| Vrije training 1 | Pos | No | Coureur          | Constructeur       | Tijd     |
| ---------------- | --- | -- | ---------------- | ------------------ | -------- |
| Vrije training 1 | 1   | 44 | Lewis Hamilton   | Mercedes           | 1:33.999 |
| Vrije training 1 | 2   | 7  | Kimi Räikkönen   | Ferrari            | 1:34.358 |
| Vrije training 1 | 3   | 77 | Valtteri Bottas  | Mercedes           | 1:34.457 |
| Vrije training 1 | 4   | 3  | Daniel Ricciardo | Red Bull-TAG Heuer | 1:34.537 |
| Vrije training 1 | 5   | 33 | Max Verstappen   | Red Bull-TAG Heuer | 1:34.668 |
| Vrije training 2 | Pos | No | Coureur          | Constructeur       | Tijd     |
| Vrije training 2 | 1   | 44 | Lewis Hamilton   | Mercedes           | 1:33.482 |
| Vrije training 2 | 2   | 7  | Kimi Räikkönen   | Ferrari            | 1:33.489 |
| Vrije training 2 | 3   | 77 | Valtteri Bottas  | Mercedes           | 1:33.515 |
| Vrije training 2 | 4   | 5  | Sebastian Vettel | Ferrari            | 1:33.590 |
| Vrije training 2 | 5   | 33 | Max Verstappen   | Red Bull-TAG Heuer | 1:33.823 |
| Vrije training 3 | Pos | No | Coureur          | Constructeur       | Tijd     |
| Vrije training 3 | 1   | 5  | Sebastian Vettel | Ferrari            | 1:33.018 |
| Vrije training 3 | 2   | 7  | Kimi Räikkönen   | Ferrari            | 1:33.469 |
| Vrije training 3 | 3   | 77 | Valtteri Bottas  | Mercedes           | 1:33.761 |
| Vrije training 3 | 4   | 33 | Max Verstappen   | Red Bull-TAG Heuer | 1:33.969 |
| Vrije training 3 | 5   | 44 | Lewis Hamilton   | Mercedes           | 1:34.057 |

## Kwalificatie
Sebastian Vettel behaalde voor Ferrari zijn tweede pole position van het seizoen door op het laatste moment een snellere ronde te rijden dan teamgenoot Kimi Räikkönen. De Mercedes-coureurs Valtteri Bottas en Lewis Hamilton kwalificeerden zich als derde en vierde, terwijl het Red Bull-duo Max Verstappen en Daniel Ricciardo vijfde en zesde werden. Renault-coureur Nico Hülkenberg werd zevende, voor de Force India van Sergio Pérez. De top 10 werd afgesloten door de andere Renault van Carlos Sainz jr. en de Haas van Romain Grosjean.
Na de kwalificatie ontving de Sauber-coureur Marcus Ericsson een gridstraf van 5 plaatsen wegens het niet voldoende afremmen bij een gele vlag. Aangezien de coureur zich als laatste had gekwalificeerd, verandert de startopstelling niet.

### Kwalificatie-uitslag
| Pos                 | No | Coureur           | Constructeur         | Q1       | Q2       | Q3       | Grid |
| ------------------- | -- | ----------------- | -------------------- | -------- | -------- | -------- | ---- |
| 1                   | 5  | Sebastian Vettel  | Ferrari              | 1:32.171 | 1:32.385 | 1:31.095 | 1    |
| 2                   | 7  | Kimi Räikkönen    | Ferrari              | 1:32.474 | 1:32.286 | 1:31.182 | 2    |
| 3                   | 77 | Valtteri Bottas   | Mercedes             | 1:32.921 | 1:32.063 | 1:31.625 | 3    |
| 4                   | 44 | Lewis Hamilton    | Mercedes             | 1:33.283 | 1:31.914 | 1:31.675 | 4    |
| 5                   | 33 | Max Verstappen    | Red Bull-TAG Heuer   | 1:32.932 | 1:32.809 | 1:31.796 | 5    |
| 6                   | 3  | Daniel Ricciardo  | Red Bull-TAG Heuer   | 1:33.877 | 1:32.688 | 1:31.948 | 6    |
| 7                   | 27 | Nico Hülkenberg   | Renault              | 1:33.545 | 1:32.494 | 1:32.532 | 7    |
| 8                   | 11 | Sergio Pérez      | Force India-Mercedes | 1:33.464 | 1:32.931 | 1:32.758 | 8    |
| 9                   | 55 | Carlos Sainz jr.  | Renault              | 1:33.315 | 1:32.970 | 1:32.819 | 9    |
| 10                  | 8  | Romain Grosjean   | Haas-Ferrari         | 1:33.238 | 1:32.524 | 1:32.855 | 10   |
| 11                  | 20 | Kevin Magnussen   | Haas-Ferrari         | 1:33.359 | 1:32.986 |          | 11   |
| 12                  | 31 | Esteban Ocon      | Force India-Mercedes | 1:33.585 | 1:33.057 |          | 12   |
| 13                  | 14 | Fernando Alonso   | McLaren-Renault      | 1:33.428 | 1:33.232 |          | 13   |
| 14                  | 2  | Stoffel Vandoorne | McLaren-Renault      | 1:33.824 | 1:33.505 |          | 14   |
| 15                  | 28 | Brendon Hartley   | Toro Rosso-Honda     | 1:34.013 | 1:33.795 |          | 15   |
| 16                  | 35 | Sergej Sirotkin   | Williams-Mercedes    | 1:34.062 |          |          | 16   |
| 17                  | 10 | Pierre Gasly      | Toro Rosso-Honda     | 1:34.101 |          |          | 17   |
| 18                  | 18 | Lance Stroll      | Williams-Mercedes    | 1:34.285 |          |          | 18   |
| 19                  | 16 | Charles Leclerc   | Sauber-Ferrari       | 1:34.454 |          |          | 19   |
| 20                  | 9  | Marcus Ericsson   | Sauber-Ferrari       | 1:34.914 |          |          | 20   |
| 107% tijd: 1:38.622 |    |                   |                      |          |          |          |      |

## Wedstrijd
De race werd gewonnen door Daniel Ricciardo, die slim gebruik maakte van een safetycarfase om een extra pitstop te maken en zo op een zachtere compound banden de race uit te rijden. Valtteri Bottas eindigde als tweede, terwijl Kimi Räikkönen het podium compleet maakte. Lewis Hamilton eindigde op de vierde plaats, voor Max Verstappen, die als gevolg van een tijdstraf van tien seconden vanwege een aanrijding met Sebastian Vettel terugviel tot achter Hamilton. De zesde plaats was voor Nico Hülkenberg, voor McLaren-coureur Fernando Alonso. Vettel eindigde na de botsing met Verstappen op de achtste plaats, waarbij hij nipt Carlos Sainz jr. voorbleef. De top 10 werd afgesloten door Haas-rijder Kevin Magnussen.

### Race-uitslag
| Pos. | No. | Coureur           | Constructeur         | Rondes | Tijd/Oorzaak uitval | Grid | Punten |
| ---- | --- | ----------------- | -------------------- | ------ | ------------------- | ---- | ------ |
| 1    | 3   | Daniel Ricciardo  | Red Bull-TAG Heuer   | 56     | 1:35:36.380         | 6    | 25     |
| 2    | 77  | Valtteri Bottas   | Mercedes             | 56     | +8.894              | 3    | 18     |
| 3    | 7   | Kimi Räikkönen    | Ferrari              | 56     | +9.637              | 2    | 15     |
| 4    | 44  | Lewis Hamilton    | Mercedes             | 56     | +16.985             | 4    | 12     |
| 5    | 33  | Max Verstappen    | Red Bull-TAG Heuer   | 56     | +20.436             | 5    | 10     |
| 6    | 27  | Nico Hülkenberg   | Renault              | 56     | +21.052             | 7    | 8      |
| 7    | 14  | Fernando Alonso   | McLaren-Renault      | 56     | +30.639             | 13   | 6      |
| 8    | 5   | Sebastian Vettel  | Ferrari              | 56     | +35.286             | 1    | 4      |
| 9    | 55  | Carlos Sainz jr.  | Renault              | 56     | +35.763             | 9    | 2      |
| 10   | 20  | Kevin Magnussen   | Haas-Ferrari         | 56     | +39.594             | 11   | 1      |
| 11   | 31  | Esteban Ocon      | Force India-Mercedes | 56     | +44.050             | 12   |        |
| 12   | 11  | Sergio Pérez      | Force India-Mercedes | 56     | +44.725             | 8    |        |
| 13   | 2   | Stoffel Vandoorne | McLaren-Renault      | 56     | +49.373             | 14   |        |
| 14   | 18  | Lance Stroll      | Williams-Mercedes    | 56     | +55.490             | 18   |        |
| 15   | 35  | Sergej Sirotkin   | Williams-Mercedes    | 56     | +58.241             | 16   |        |
| 16   | 9   | Marcus Ericsson   | Sauber-Ferrari       | 56     | +1:02.604           | 20   |        |
| 17   | 8   | Romain Grosjean   | Haas-Ferrari         | 56     | +1:05.296           | 10   |        |
| 18   | 10  | Pierre Gasly      | Toro Rosso-Honda     | 56     | +1:06.330           | 17   |        |
| 19   | 16  | Charles Leclerc   | Sauber-Ferrari       | 56     | +1:22.575           | 19   |        |
| 20   | 28  | Brendon Hartley   | Toro Rosso-Honda     | 51     | Schade ongeluk      | 15   |        |

## Tussenstanden wereldkampioenschap
Betreft tussenstanden voor het wereldkampioenschap na afloop van de race.

### Coureurs
| Positie | No. | Rijder           | Team               | Punten |
| ------- | --- | ---------------- | ------------------ | ------ |
| 01      | 5   | Sebastian Vettel | Ferrari            | 54     |
| 02      | 44  | Lewis Hamilton   | Mercedes           | 45     |
| 03      | 77  | Valtteri Bottas  | Mercedes           | 40     |
| 04      | 3   | Daniel Ricciardo | Red Bull-TAG Heuer | 37     |
| 05      | 7   | Kimi Räikkönen   | Ferrari            | 30     |
| 06      | 14  | Fernando Alonso  | McLaren-Renault    | 22     |
| 07      | 27  | Nico Hülkenberg  | Renault            | 22     |
| 08      | 33  | Max Verstappen   | Red Bull-TAG Heuer | 18     |
| 09      | 10  | Pierre Gasly     | Toro Rosso-Honda   | 12     |
| 10      | 20  | Kevin Magnussen  | Haas-Ferrari       | 11     |

### Constructeurs
| Positie | Team                 | Punten |
| ------- | -------------------- | ------ |
| 01      | Mercedes             | 85     |
| 02      | Ferrari              | 84     |
| 03      | Red Bull-TAG Heuer   | 55     |
| 04      | McLaren-Renault      | 28     |
| 05      | Renault              | 25     |
| 06      | Toro Rosso-Honda     | 12     |
| 07      | Haas-Ferrari         | 11     |
| 08      | Sauber-Ferrari       | 2      |
| 09      | Force India-Mercedes | 1      |
| 10      | Williams-Mercedes    | 0      |